# Drosera peltata
Drosera peltata es una especie de planta carnívora perenne perteneciente al género Drosera. Entre las droseras tuberosas, D. peltata tiene la mayor distribución, que incluye el este y el oeste de Australia, Nueva Zelanda, la India, y la mayor parte de Asia sudoriental. 

## Descripción
Las especies tuberosas como D. peltata han evolucionado para vivir en condiciones de sequía de verano y estivan como un tubérculo subterráneo latente. Si bien muchas forman rosetas, esta es una especie erecta con una inflorescencia simple o ramificada.

## Distribución y hábitat

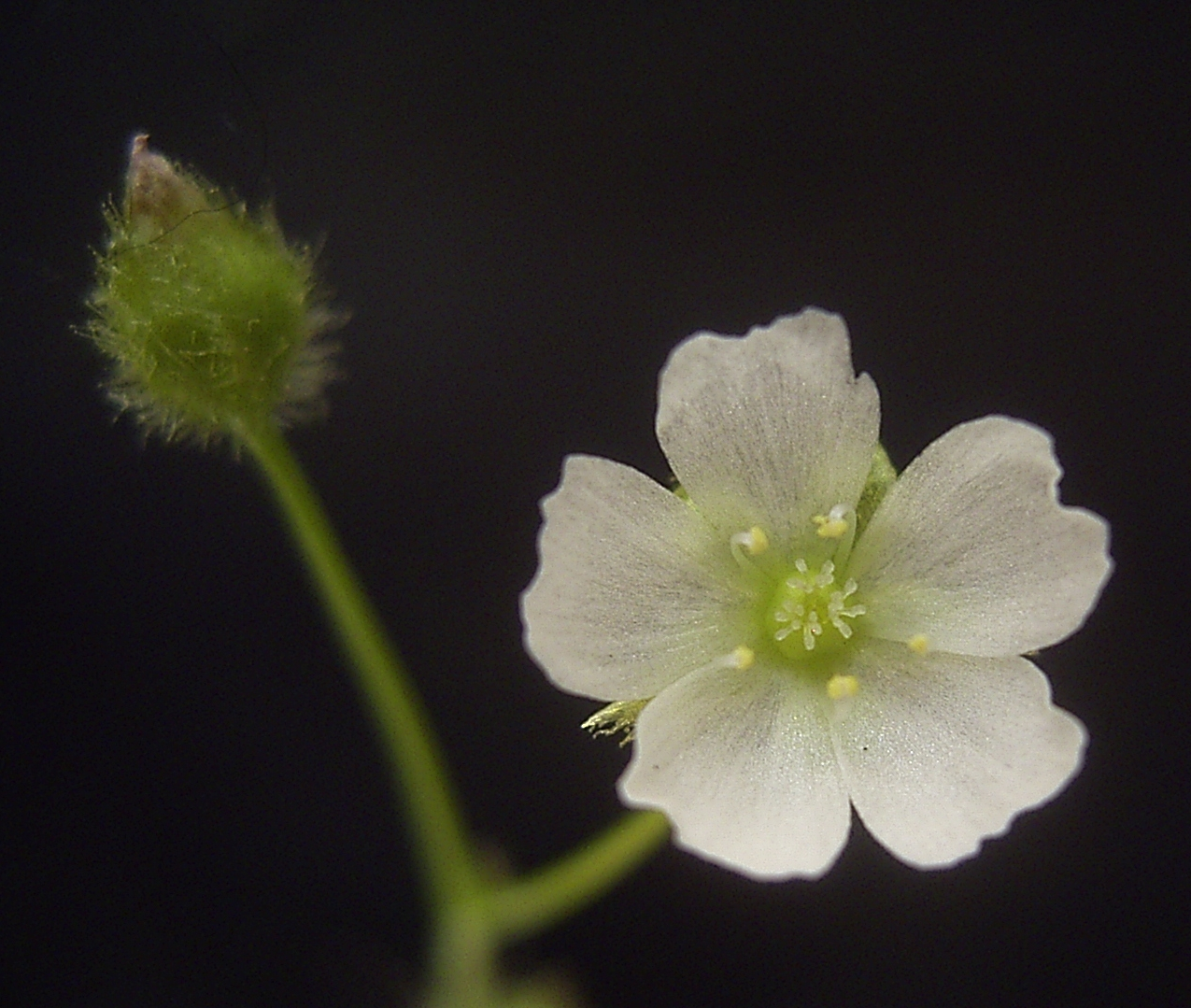
Detalle flor.

Suele crecer en espacios abiertos, sin riesgo de heladas y libres de maleza, en áreas de bosques en regeneración, en banquinas de pasto y márgenes de carretera. El suelo tipo de estas plantas es principalmente arcilla fina o turba y sustratos arenosos, que se conservan húmedos en invierno mientras que en verano se mantienen secos. Esta especie tiene una amplia distribución con diversas formas que se dan naturalmente en el sur, el este y el suroeste de Australia, Tasmania, Nueva Zelanda (en Northland), así como el sudeste asiático y la India.

## Cultivo
Es una de las más fáciles de cultivar, característica que se atribuye a su naturaleza tolerante con respecto al agua y la temperatura. Requiere inviernos frescos y húmedos, que es su temporada de crecimiento activo y veranos secos y casi tórridos para que los tubérculos latentes no se pudran. Aunque puede soportar veranos más húmedos.

## Taxonomía
Fue descrita por primera vez por Carl Peter Thunberg en 1797. Debido a su amplio y variado hábito, D. peltata ha acumulado una serie de sinónimos y taxones infraespecíficos, incluyendo variedades y subespecies. La mayoría de las subespecies se han reducido a la sinonimia, pero los dos taxones que aún se consideran válidos son D. peltata subsp. peltata, y D. peltata subsp. auriculata, que fue nombrado originalmente por James Backhouse y formalmente descrita por Jules Émile Planchon en 1848 como Drosera auriculata y más tarde reducido a una subespecie de D. peltata por John Barry Conn en 1981. La subespecie auriculata todavía se considera una especie válida y separada por algunos expertos. La principal diferencia entre las subespecies implican la forma de la semilla y la pubescencia del sépalo. Fue publicado en Dissertatio botanica de Drosera, quam venia exp. Facult. med. upsal. praeside Carol. Pet. Thunberg, ... 7–8. 1797.
Etimología
Drosera: tanto su nombre científico –derivado del griego δρόσος (drosos): "rocío, gotas de rocío"– como el nombre vulgar –rocío del sol, que deriva del latín ros solis: "rocío del sol"– hacen referencia a las brillantes gotas de mucílago que aparecen en el extremo de cada hoja, y que recuerdan al rocío de la mañana.
peltata epíteto latino que significa "forma de escudo", una referencia a la forma de las hojas caulinares.
Sinonimia
- Drosera foliosa  Planch.
- Drosera gracilis Hook.f. ex Planch.
- Drosera lobbiana Turcz.
- Drosera lunata Buch.-Ham. ex DC.
- Drosera muscipula Royle
- Drosera nipponica Masam.[5][6]